# Дійсний студент
Дійсний студент — нижчий науковий ступінь, потім кваліфікаційне звання випускника університету в Російської імперії, введений в 1819 році й втратив значення наукового ступеня в 1835 році. У період з 1835 по 1884 рік це словосполучення носило сенс кваліфікаційної характеристики випускника. З 1884 року було замінено на видачу університетського диплома 2-го ступеня.

## Історія
Науковий ступінь дійсного студента присвоювався особам, які закінчили університет або духовну академію без відмінності (успішно витримав іспити, але не набрав потрібного для отримання ступеня кандидат кількості балів). Студенти, які закінчили з відзнакою здобували ступінь кандидата. Ступінь запроваджена «Положением о производстве в учёные степени» від 20 січня (1 лютого) 1819 року на додаток до чинних ступенів кандидата, магістр і доктора наук.
Ступінь дійсного студента давала право на чин 14-го класу (колезький реєстратор), з 1822 — 12-го класу (губернський секретар). Дійсний студент через рік після закінчення університету міг подати прохання для отримання наступного наукового ступеня, кандидата, і отримати його в разі успішного проходження випробування.
В університетському статуту 1835 року, поняття «дійсний студент» втратило правове становище як наукового ступеня, але зберігалося ще протягом майже п'ятдесяти років — вже як звання випускників, які не отримали ступеня кандидата. Тут під званням мається на увазі не сучасний юридичний термін «вчене звання», а просто найменування кваліфікаційної характеристики. Звання дійсного студента було скасовано загальним університетським статутом 1884 року, натомість був введений «диплом 2-го ступеня».